# Sheng You Lu
Sheng You Lu (chinesisch 呂勝由 / 吕胜由, Pinyin Lǚ shèng yóu, * 1946) ist ein taiwanischer Forscher am Taiwan Forestry Research Institute, der diverse Pflanzenarten erstbeschrieben hat. Sein offizielles botanisches Autorenkürzel lautet S.Y.Lu.